# Turn Me On (Kevin Lyttle)
Turn Me On è il singolo di debutto del cantante sanvicentino Kevin Lyttle, pubblicato come primo estratto dal suo album di debutto Kevin Lyttle. La canzone è in origine una ballata di genere soca registrata nel 2001, ma pubblicata soltanto il 13 ottobre 2003. In Europa e negli Stati Uniti il disco è arrivato nella primavera del 2004 remixato in una versione dancehall.

## Descrizione
Dopo il successo del brano, diversi artisti hanno registrato una cover del brano, come Raghav, Jay Sean, CocoRosie. Esiste persino una "risposta" alla canzone intitolata "Got Me Wrong" ed interpretata da 2 Play.
Sono stati prodotti diversi remix del brano. Molte stazioni radiofoniche hanno trasmesso il mix pop a cui hanno aggiunto i tamburi per dare un ritmo più dance.

## Video musicale
Esistono due versioni girate per Turn Me On. La prima versione è stata diretta dal regista Calabazitaz a Saint Vincent e Grenadine (paese natale di Kevin Lyttle), e trasmessa per la prima volta nella settimana del 26 gennaio 2004. L'intero video ruota intorno a Kevin Lyttle impegnato a danzare sensualmente con una ragazza in diverse ambientazioni. La seconda versione è stata diretta da Little X e trasmessa per la prima volta nella settimana del maggio 2004.

## Tracce
CD maxi
1. Turn Me On (UK mix) – 3:12
2. Turn Me On – 3:21
3. Turn Me On (Original mix) – 3:21
4. Turn Me On (music video)

12" maxi
Side A
1. Turn Me On (UK mix) – 3:12

Side B
1. Turn Me On (Radio edit) – 3:21
2. Turn Me On (Original instrumental) – 3:21

## Successo commerciale
Il brano ha ottenuto un grande successo negli Stati Uniti, mantenendosi per mesi nella Billboard Hot 100 e raggiungendo la numero quattro. Il brano ha riscosso molta fortuna anche nel resto del mondo, raggiungendo la numero due in Regno Unito per due settimane, la numero uno in Danimarca e la numero tre in Australia.

## Classifiche

### Classifiche settimanali
| Classifica (2003-04) | Posizione massima |
| -------------------- | ----------------- |
| Australia            | 3                 |
| Austria              | 6                 |
| Belgio (Fiandre)     | 5                 |
| Belgio (Vallonia)    | 11                |
| Danimarca            | 1                 |
| Francia              | 10                |
| Germania             | 2                 |
| Irlanda              | 14                |
| Italia               | 3                 |
| Norvegia             | 2                 |
| Nuova Zelanda        | 19                |
| Paesi Bassi          | 2                 |
| Regno Unito          | 2                 |
| Stati Uniti          | 4                 |
| Svezia               | 5                 |
| Svizzera             | 3                 |
| Ungheria             | 4                 |

### Classifiche di fine anno
| Classifica (2003) | Posizione |
| ----------------- | --------- |
| Paesi Bassi       | 34        |
| Classifica (2004) | Posizione |
| Australia         | 29        |
| Austria           | 29        |
| Belgio (Fiandre)  | 54        |
| Belgio (Vallonia) | 44        |
| Francia           | 58        |
| Germania          | 19        |
| Italia            | 8         |
| Svezia            | 60        |
| Svizzera          | 12        |